# 雅克·迪舍納
雅克·夏尔·勒内·阿希尔·迪舍纳（法語：Jacques Charles René Achille Duchesne，1837年3月3日—1918年4月27日），法国将领。
迪舍纳出生在约讷省的桑斯。1855年，进入圣西尔军校。
1861年，迪舍纳成为一名少校。他在1870年至1871年期间参加过普法战争，提升为中校。
1884年，他参加中法战争，曾在北圻和福尔摩沙（台湾）作战。3月12日，迪舍纳被尼格里任命为第二旅的指挥官，参与了北宁战役，并成功攻入了清軍占据的村庄奇驴。他之後先在宣光圍城戰和玉奧戰役击败刘永福率领的黑旗军，然後在12月被任命为福尔摩沙远征队的指挥官，驻扎台湾北部的基隆，1885年1月，他襲擊了基隆周圍的中國陣地，佔領了重要戰略位置。1885年3月，他在基隆對中國防線發動了全面進攻，利用大膽的側翼進軍，向暴露在東側的中國防線發起進攻，取得了大獲全勝。迪舍纳率領的法軍分別於3月5日和7日占領了桌型高地和竹堡的關鍵陣地，迫使清軍撤退到基隆河以南。他在战争中为法军立下赫赫战功。
1895年，迪舍纳率领法军入侵马达加斯加，率领15000人在马哈赞加登陆，并在七个月之内攻下塔那那利佛，迫使伊默里纳王国与法国签订条约，接受的法国保护。迪舍纳也因此被誉为“马达加斯加的征服者”。此战法军仅二十余人阵亡，而馬達加斯加均全軍覆沒。